# Македонски комитет (офицерски)
Вижте пояснителната страница за други значения на Македонски комитет.
Македонският комитет е разколническа организация, претендираща, че е истинският управленски орган на Македонската организация, а не избрания на Втория македонски конгрес през декември 1895 година Върховен македонски комитет.
На ІІ македонски конгрес, заседавал от 3 до 16 декември 1895 година, офицерите, участвали в Четническата акция по-рано през годината, не са допуснати като делегати с решаващ глас, тъй като делегатите се притесняват, че те ще акцентират прекалено силно върху революционните средства за борба. На осмото заседание те са допуснати със съвещателен глас, но отказват, защото:
| „ | Взглядовете на конгреса за бъдещите действия по освобождението на Македония са съвсем различни от нашите. Смятаме, че ще е по-добре за делото, ако всеки действува отделно според програмата си без да си бъркаме; а нашата програма ние никому не искаме да налагаме, от което нещо толкова се бои конгресът. При това ние смятаме за предателство прекратяването на революционната агитация, която е доста напреднала в Македония. | “ |

В знак на протест към „изолирането на Македония“ от конгреса и недопускането на офицерите на 15 декември Антон Бузуков и двамата софийски делегати Никола Наумов и Спиро Петков заявяват, че отказват да участват в избора на бъдещия комитет, и че вече са съставили нов Македонски комитет. Така в редовете на Македонската организация започва разцепление.
На 31 декември 31 дейци изпращат окръжно до македонските дружества в България от името на Изпълнителното бюро на Македонския комитет. Окръжното е с №330 и така се претендира за приемственост със стария комитет. В него отново сред причините за разцеплението се подчертава различните виждания за тактиката за решаване на Македоно-одринския проблем и се твърди, че
| „ | само с революция може да се спечели свободата на един народ | “ |

Окръжното е подписано от председателя на Изпълнителното бюро поручик Антон Бузуков, членовете подпоручик о.з. Йордан Венедиков и Наум Тюфекчиев, касиера поручик Димитър Жостов и запасния член Георги Влахов и призовава дружествата да вземат решение кой комитет подкрепят. След редица събрания единствените дружества, които подкрепят отцепническия комитет са Софийското и Кюстендилското, оглавено от Ефрем Каранов. Върховният комитет изпраща в Кюстендил Андрей Ляпчев, който успява да отстрани Ефрем Каранов и Иван Каранов от дружеството и да го върне под опеката на ВМК.
За да предотврати обаче ново въстание в Македония и Одринско, правителството на Константин Стоилов издава на 11 март 1896 година окръжно, с което се нарежда на областните управители да вземат строги мерки срещу подготовката на чети, а запасните офицери са върнати на действителна служба. Тюфекчиев е арестуван по делото за убийството на Стефан Стамболов и полицията разтурва бомболеярната му и конфискува намереното там оръжие. Така базата на Македонския комитет е подкопана. През юли привържениците на ВМК успяват да свалят ръководството на Софийското дружество и то е оглавено от Христо Станишев. Привържениците на МК, начело със Спиро Петков, основават дружеството „Св. Стефанска България“, чиито интереси изразява вестник „Македония“.
На Третия македонски конгрес през ноември 1896 година алтернативното софийско дружество прави опит да изпрати делегатите Никола Иванов и капитан Атанас Дуков, но те не са приети от конгреса.